# Università dello Henan
L'Università dello Henan (Cinese semplificato: 河南大学, Cinese Tradizionale: 河南大學) è un'università pubblica della città di Kaifeng, nella provincia dello Henan, in Cina. È la prima università moderna della provincia, le cui origini risalgono al 1912 con la fondazione della Scuola Preparatoria dello Henan per la mobilità in America (河南留美預備學堂). L'università ha 40.000 studenti universitari, 12.000 studenti post-laurea e 4.600 membri accademici. Il campus copre un'area totale di 2.2 chilometri quadrati, con un'area edificata di 1.47 chilometri quadrati.
Nel 2021 l'Università dello Henan ha inaugurato un nuovo campus a Zhengzhou.

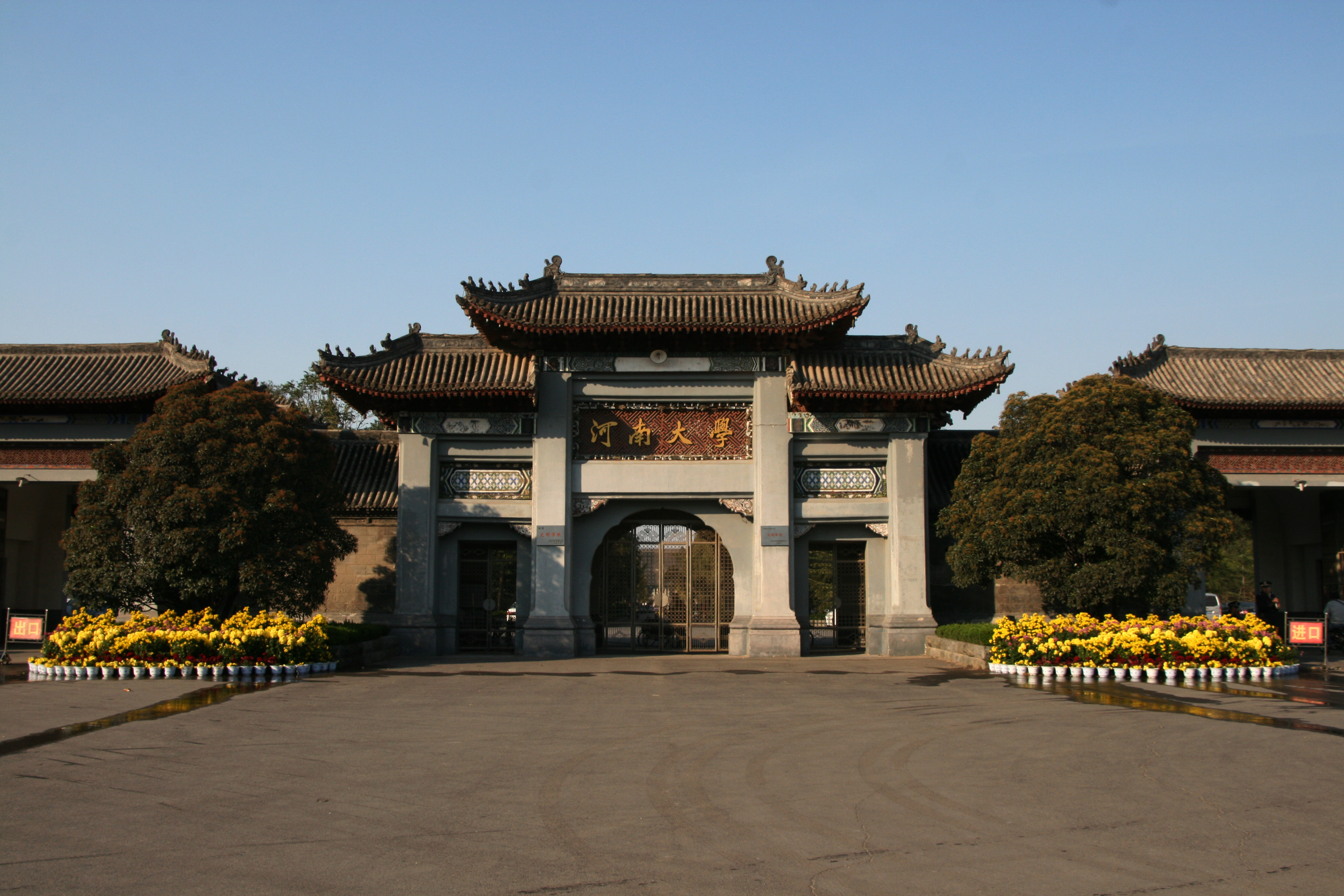
Portone